# Plattling Black Hawks
Die Plattling Black Hawks sind ein deutsches American-Football-Team aus Plattling in Niederbayern. In den Jahren 2009 bis 2011 spielte die Mannschaft in der erstklassigen German Football League. Seit April 2020 nimmt das Team wegen der Folgen der COVID-19-Pandemie nicht am Spielbetrieb teil.

## Geschichte
Gegründet wurde das Team im November 1986 in Deggendorf als Deggendorf Black Hawks, dort spielten die Black Hawks von 1987 bis 2004. Größter Erfolg bis dahin war der mögliche Aufstieg in die GFL 2 im Jahr 2004, als man die Relegation gegen die Stuttgart Silver Arrows zwar gewinnen konnte (39:0 und 0:34), aber aus finanziellen Gründen auf den Aufstieg verzichtete.
Ab der Saison 2005 spielten sie dann in Plattling als Abteilung der SpVgg Plattling und benannten sich in Plattling Black Hawks um. Gleich im ersten Jahr in Plattling gelang die Meisterschaft in der Regionalliga, und diesmal wurde der Aufstieg wahrgenommen. In ihrer ersten Saison 2006 in der zweiten Bundesliga erreichten die Black Hawks den dritten Tabellenplatz, und auch in der Saison 2007 landete man auf dem dritten Platz. In der Saison 2008 wurde als Meister der Liga die Relegation zur GFL Süd erreicht. Dort traf man auf die Darmstadt Diamonds und behielt in beiden Spielen die Oberhand (43:33 und 44:36). Damit spielten die Black Hawks im Jahr 2009 zum ersten Mal in der erstklassigen German Football League.
Ihre erste GFL-Saison beendeten sie auf Platz fünf, in der Saison 2010 zog man mit Platz 3 in die Playoffs ein. Das Play-off-Spiel gegen die Berlin Adler verlor man jedoch mit 3:17.
Die Saison 2011 beendeten die Black Hawks ohne Sieg auf Platz 7. In der Saison 2012 spielte die Mannschaft daher in der Regionalliga Süd, verlor aber erneut jedes Spiel. In der Saison 2013 trat sie in der Bayernliga Mitte an, konnte die sportliche Talfahrt beenden und die Meisterschaft erringen. In den Jahren 2014 und 2015 spielten die Plattling Black Hawks in der Bayernliga Süd, konnten aber jeweils nur den letzten Platz belegen. Die Saison des Jahres 2016 dagegen wurde mit einem 3. Platz und einem ausgeglichenen Punktestand abgeschlossen. 2017 trat man erstmals in der Bayernliga Nord an.
Die Saison 2018 blieb erfolglos, es konnte kein Sieg erspielt werden. Dies führte dazu, dass die Black Hawks einen Abstieg in die Landesliga in Kauf nehmen mussten. Das erklärte Ziel der Saison 2019 war der Wiederaufbau des Seniorenteams. Im April 2020 wurde durch den American Football Verband Bayern der Ligaspielbetrieb bis auf weiteres ausgesetzt. 2021 fand erneut kein Ligabetrieb durch den American Football Verband Bayern statt. Aus diesem Grund versuchten die Black Hawks im Herbst noch Freundschaftsspiele gegen die Spiegelau Bats und die Hartkirchen Celtics durchzuführen. Es fanden aber lediglich die Spiele gegen die Bats statt. Hier konnten die Plattlinger das Heimspiel deutlich mit 43:9 für sich entscheiden, im Rückspiel musste man sich mit 18:14 geschlagen geben. Den "Pokal der guten Nachbarschaft" konnte man sich trotzdem sichern. Nachdem sich die Trainingsvoraussetzungen im Herbst 2021 wieder extrem verschlechtert hatten, entschied man sich im Januar 2022 gegen eine Teilnahme am Ligaspielbetrieb. Ab Juni 2022 wurde der Neuaufbau der Mannschaften im Verein vorangetrieben.